# ペドロ1世 (カスティーリャ王)
ペドロ1世（Pedro I, 1334年8月30日 - 1369年3月23日）は、カスティーリャ王国の国王（在位：1350年 - 1366年、1367年 - 1369年）。そのふるまいから残酷王（Pedro el Cruel）または正義王（Pedro el Justiciero、古い綴りではPedro el Iusteçero）ともいわれる。名前もあだ名も同じポルトガル王ペドロ1世は叔父にあたる。

## 生涯

### 生い立ち
1334年、カスティーリャ王アルフォンソ11世とポルトガル王女マリア（ポルトガル王アフォンソ4世の娘、ペドロ1世の姉）の間に生まれる。
アルフォンソ11世には、愛妾レオノール・デ・グスマンがおり、彼女との間に10人の子を儲けていた。ペドロ誕生に先立つ、1334年1月13日、レオノールはエンリケを出産する。エンリケの同母兄は夭折し、トラスタマラ伯の地位を与えられたエンリケが実質的な長男として育つ。

### 即位と混乱
1350年3月、父王が崩御し、ペドロ1世として即位した。しかし、家臣の傀儡にすぎず、反発するも母マリアの裏切りもあり、逆に押さえ込まれてしまった。しかし、すぐに家臣たちは仲間割れを始め、その期に乗じて実権を握った。このとき母をポルトガルに追放した。
さらに異母兄トラスタマラ伯エンリケも国外へ逃亡し、敵対する。
1353年6月3日、母后マリアと、ポルトガル人の宰相フアン・アルフォンソ・デ・アルブルケルケの勧めにより、フランス王族の第2代ブルボン公ピエール1世の娘ブランシュ（西：ブランカ）と結婚した。しかし、彼女を幽閉したため、フランス王家とも対立することとなる。一方、愛妾マリア・デ・パディーリャとの間には、1353年から3年連続で女子を儲けた。ブランシュは、1361年、孤独のうちに逝去した。

### 異母兄エンリケとの対立

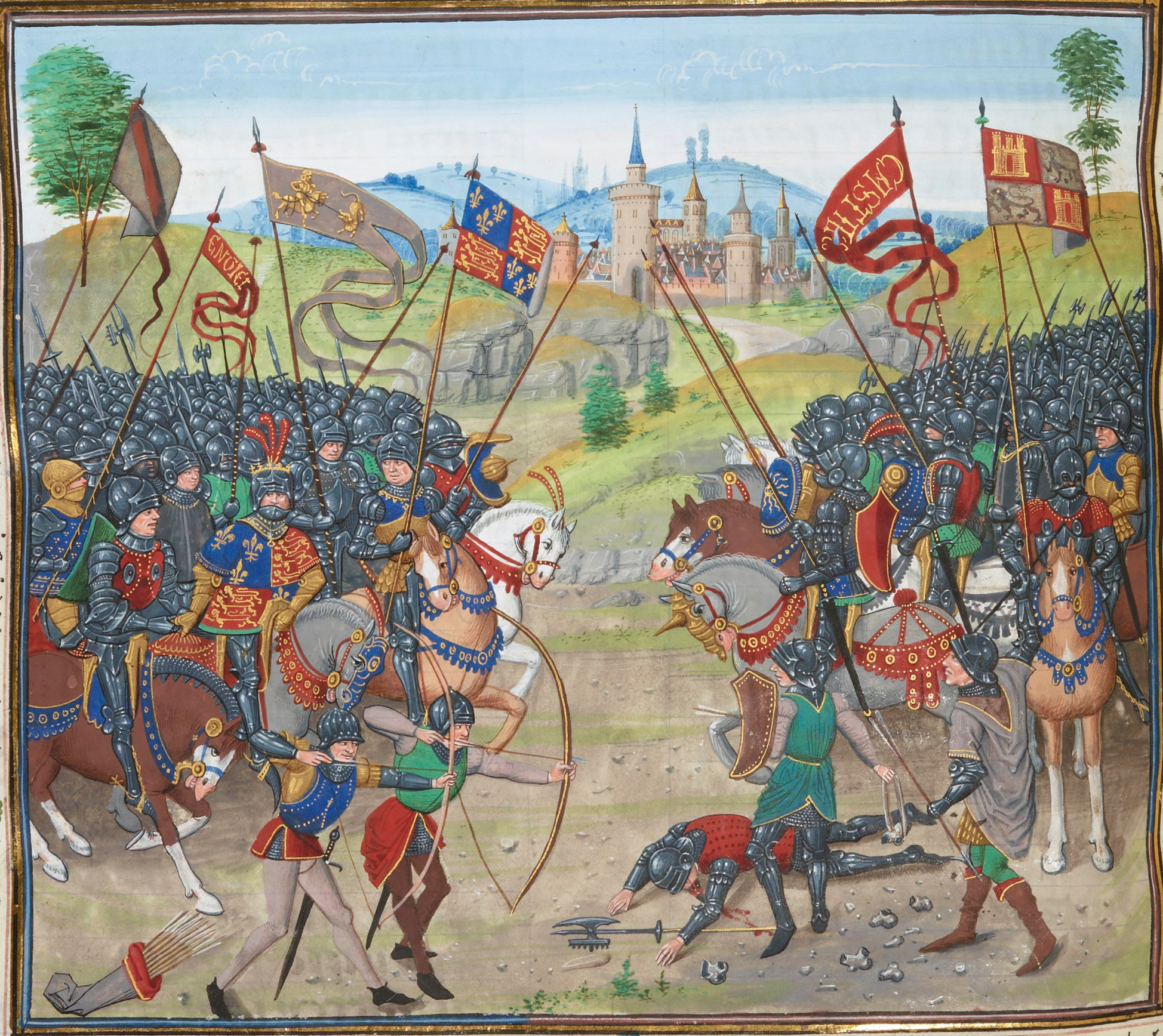
ナヘラの戦い（左側が、イングランド及びペドロ軍、15世紀画）

こうして始まった治世は、有力貴族を弾圧して王権強化策をとり、下級貴族の文官やユダヤ人を登用した。しかし、エンリケが1366年に国内の多くの不平分子を結集して武装蜂起した（第一次カスティーリャ継承戦争）。反乱軍は、アラゴン王ペドロ4世やフランス王シャルル5世と同盟していた。うち、アラゴンとカスティーリャの抗争は双方の王の名に因み二人のペドロ戦争と呼ばれる。
1337年からイングランド王国とフランス王国は百年戦争の渦中にあった。一連の戦乱の中、フランス王シャルル5世は、1365年にブルターニュ継承戦争では敗北するが、1369年にはフランドル女伯マルグリットを王弟ブルゴーニュ公フィリップ（豪胆公）と結婚させてイングランドの勢力拡大を防いだ。シャルル5世は、フランスが劣る海軍力を持つカスティーリャに接近を図るため、フランス亡命中のエンリケを支援した。
1356年9月のポワティエの戦い以降、フランス王国は盗賊と化した傭兵の扱いが社会問題化しており、その解決策としてベルトラン・デュ・ゲクランに傭兵を率いさせ、カスティーリャ遠征を企図した。1366年1月に、カスティーリャ遠征が開始されると、ゲクランは3か月で首都ブルゴスを陥落させて、エンリケを戴冠させた。
国を追われたペドロ1世は、アキテーヌへ亡命する。イングランド王エドワード3世は、同地を息子のエドワード黒太子に委ねており、1363年から「アキテーヌ大公」として宮廷を開いていた。
9月23日、ペドロ1世は領土の割譲を条件に黒太子とリブルヌ条約を結んだことから、ペドロ1世とエンリケの戦いは、英仏の代理戦争の様相を呈した。翌1367年4月3日、カスティーリャに帰還すると、グラナダ王とも結んだペドロ1世と黒太子はナヘラの戦いに勝利し、デュ・ゲクランを捕虜にした。しかし、エンリケは敗走した。

### 敗死

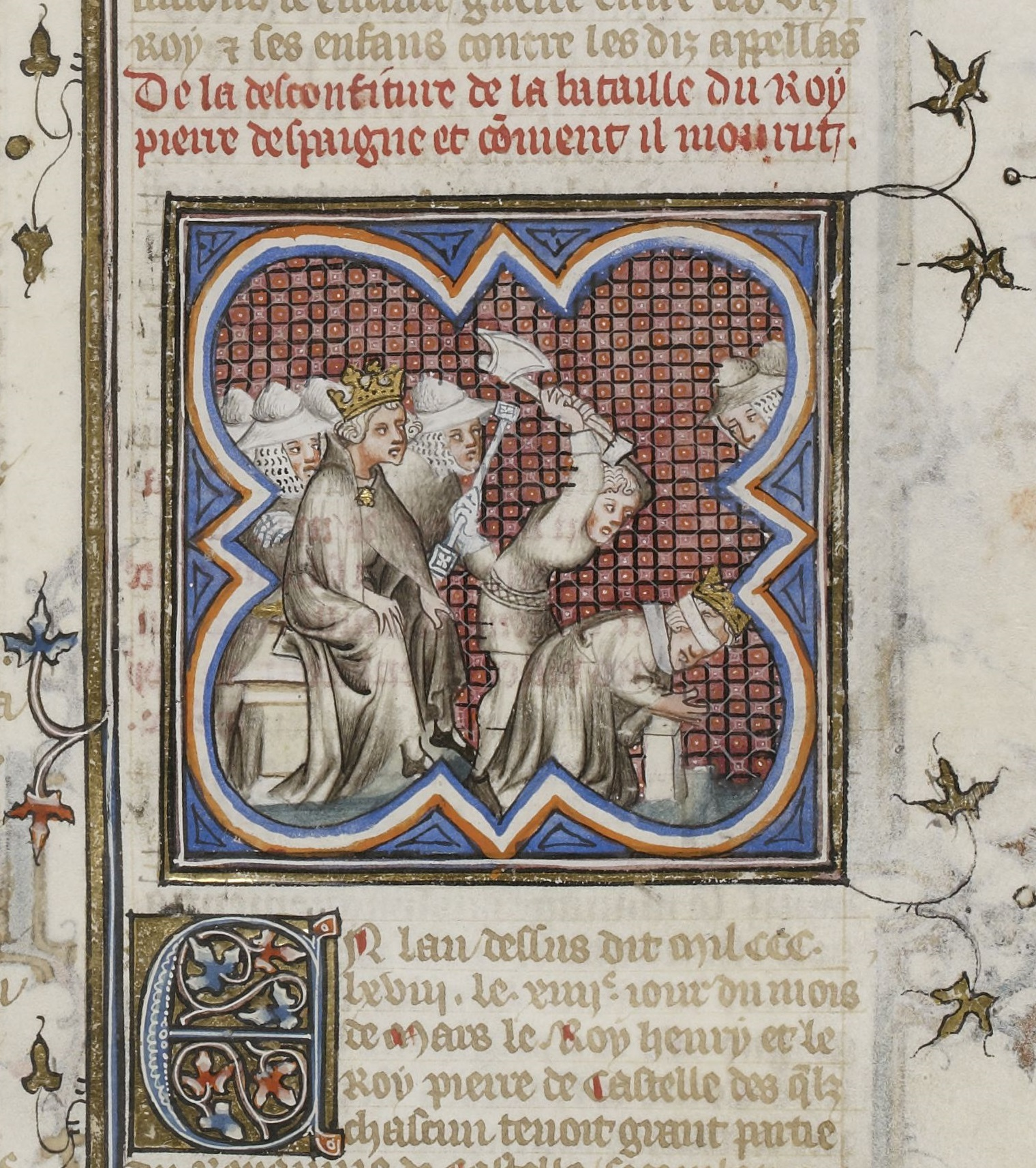
処刑されるペドロ1世とそれに見入るエンリケ（14世紀画）

勝利も束の間、黒太子や兵士は赤痢に罹患し、ボルドーまで後退した。また、リブルヌ条約では、戦費の半分をペドロ1世が負担すべきところ、ペドロ1世は支払いを拒んだ。
そこで、黒太子はアキテーヌに徴税し、民の離反を招いた。特に、南仏のアルマニャック伯ジャン1世と甥のアルブレ卿アルノー・アマニューら諸侯は激しく反発し、1368年6月にアルマニャック伯がシャルル5世に上訴する事態となった。黒太子は出頭を命ぜられ、赤痢に罹っていたこともありアキテーヌ領に引き上げた。これを機に、再びシャルル5世とエドワード3世は激しく対立した。
シャルル5世が立て替えた莫大な身代金を支払い、解放されたデュ・ゲクランは再びエンリケ側の将となり戦線復帰した。1368年9月、エンリケが再びカスティーリャ入りすると、諸都市は続々とエンリケ側に立ち、1369年3月23日、モンティエルの戦いでゲクランの献策によるエンリケ軍の奇襲が行われ、ペドロ1世は敗北、戦死した。または捕らえられて処刑されたともされる。エンリケと面会し、エンリケに顔面を短刀で切りつけられて死んだ、ともされる。
ペドロ1世を破ったエンリケはエンリケ2世として即位し、トラスタマラ王朝の祖となった。また、デュ・ゲクランは1370年にフランス本国へ帰還し、フランス王軍司令官（en:Grand Constable of France）に任ぜられている。

### 没後
次女コンスタンサ（英：コンスタンス）はランカスター公ジョン・オブ・ゴーントに、三女イサベル（英：イザベラ）はヨーク公エドマンド・オブ・ラングリーに嫁した。
コンスタンサは、カスティーリャ女王の王位請求者となり、ランカスター公ジョンは妻の権利（en:jure uxoris）を主張して1386年にカスティーリャに遠征したが、二人の登極は果たせなかった。1388年7月8日、バイヨンヌ条約によりコンスタンサは王位継承権を放棄した。また、この条約により、コンスタンサのひとり娘カタリナ（英：キャサリン）がエンリケ2世の孫エンリケと婚約し、二人はそれぞれ「アストゥリアス公/妃」の称号を得た。
1390年に結婚が執り行われ、ペドロ1世とエンリケ2世の孫同士が結婚したことで、ボルゴーニャ家とトラスタマラ家の血統の合一が図られることとなった。

## 評価

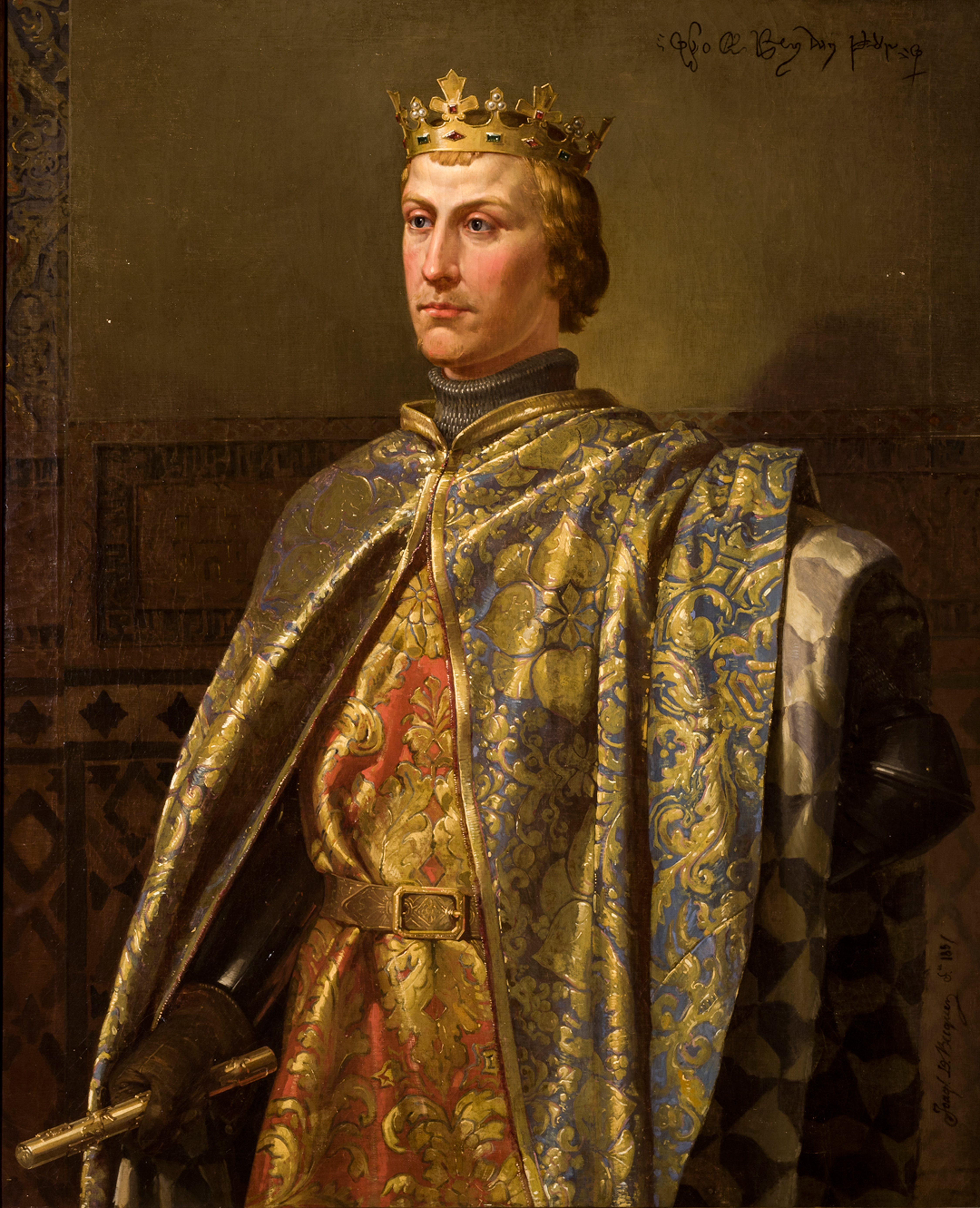
「正義王」ペドロ1世（19世紀画）

ペドロ1世の戦いはカスティーリャ王室と対立する貴族階級との戦いであり、彼はエンリケに負けたのではなく貴族階級に負けたのだといわれている。貴族達は自分達にとって都合の悪いペドロ1世を排除し、自分達に従順な王朝、すなわちトラスタマラ王朝を擁立したのであった。結果的に彼の貴族たちを押さえつけようとした政策が裏目に出たこととなる。ペドロ1世の悪評の大部分は、反乱に勝利した彼の敵たちにより作られたものであると見られている。
ペドロ1世の治世下ではカスティーリャ王国は治安が良く、その恩恵を受けていた商人達はペドロ1世の没落を惜しんだとされている。ペドロ1世に好意的な人々は、彼は単に法律に従わない、あるいは他人の権利を尊重しない者たちを殺しただけであるとした。後の世になって評価は見直され、その公正さから「正義王」という別名がつけられたのであった。
ここに王家は交代したが、これはカスティーリャ王室と貴族階級との長年にわたる勢力争いの第1幕の終わりでしかなかった。王室と貴族階級との勢力争いはさらに2世紀近くも続き、16世紀初頭のカルロス1世の時代になってようやく終わりを告げる。

## 王妃と愛妾
王子の時代、エドワード3世の次女ジョーンと婚約した。しかし彼女はフランスからの道中、黒死病によりバイヨンヌで急死した。
ペドロ1世は王妃ブランカ（ブランシュ）に対して不実であった。それは父アルフォンソ11世も同様であったが、父が王妃を冷遇するにとどまっていたのに対して、ペドロは王妃を幽閉し死に至らしめたのである。彼が誰はばかることなく情熱的に愛したのは愛妾のマリア・デ・パディーリャであり、彼はマリアと結婚していると主張した。ブルボン家のブランシュとは間違いなく正式に結婚していたが、その間にもカストロ家の女性フアナと結婚し、息子を生ませた後に捨てている。ペドロ1世が後宮の中で倦むことなく生涯愛し続けた女性はマリア・デ・パディーリャだけであった。

## 子女
マリア・デ・パディーリャとの間に1男3女をもうけた。成人した娘2人はいずれもエドワード黒太子の弟と結婚した。コンスタンスの娘がカスティーリャ王妃となり、イサベルの孫はヨーク朝のイングランド王となった。
- ベアトリス（1353年 - 1369年）
- コンスタンサ（1354年 - 1394年） － ランカスター公ジョン・オブ・ゴーント妃
- イサベル（1355年 - 1393年） － ヨーク公エドマンド・オブ・ラングリー妃
- アルフォンソ（1359年 - 1362年）

フアナ・デ・カストロとの間に、1男があり成人している。
- フアン（スペイン語版）(1355年 - 1405年)

イサベル・デ・サンドバルとの間に、2男があり1名が成人している。
- サンチョ（スペイン語版）(1363年 - 1371年)
- ディエゴ（スペイン語版）(1365年 - 1440年)

この他複数の愛妾を含め、計4男1女の庶子がいる。

## 系譜
| ペドロ1世 | 父: アルフォンソ11世 (カスティーリャ王) | 祖父: フェルナンド4世 (カスティーリャ王) | 曽祖父: サンチョ4世 (カスティーリャ王) |
| ペドロ1世 | 父: アルフォンソ11世 (カスティーリャ王) | 祖父: フェルナンド4世 (カスティーリャ王) | 曽祖母: モリナ公女マリア               |
| ペドロ1世 | 父: アルフォンソ11世 (カスティーリャ王) | 祖母: コンスタンサ                       | 曽祖父: ディニス1世 (ポルトガル王)     |
| ペドロ1世 | 父: アルフォンソ11世 (カスティーリャ王) | 祖母: コンスタンサ                       | 曽祖母: アラゴン王女イサベル           |
| ペドロ1世 | 母: マリア                              | 祖父: アフォンソ4世 (ポルトガル王)       | 曽祖父: ディニス1世 (ポルトガル王)     |
| ペドロ1世 | 母: マリア                              | 祖父: アフォンソ4世 (ポルトガル王)       | 曽祖母: アラゴン王女イサベル           |
| ペドロ1世 | 母: マリア                              | 祖母: ベアトリス                         | 曽祖父: サンチョ4世 (カスティーリャ王) |
| ペドロ1世 | 母: マリア                              | 祖母: ベアトリス                         | 曽祖母: モリナ公女マリア               |

## 系図
|             |             |             |             |             |             |             |             | アルフォンソ11世 |              |              |              |              |              |             |             |        |        |                                |                                |                                |                                |                                |                                |                    |                    |                    |                    |                    |                    |  |  |  |  |  |  |  |  |
|             |             |             |             |             |             |             |             |                  |              |              |              |              |              |             |             |        |        |                                |                                |                                |                                |                                |                                |                    |                    |                    |                    |                    |                    |  |  |  |  |  |  |  |  |
|             |             |             |             |             |             |             |             |                  |              |              |              |              |              |             |             |        |        |                                |                                |                                |                                |                                |                                |                    |                    |                    |                    |                    |                    |  |  |  |  |  |  |  |  |
| エンリケ2世 | エンリケ2世 | エンリケ2世 | エンリケ2世 | エンリケ2世 | エンリケ2世 |             |             | ペドロ1世        | ペドロ1世    | ペドロ1世    | ペドロ1世    | ペドロ1世    | ペドロ1世    |             |             |        |        |                                |                                |                                |                                |                                |                                |                    |                    |                    |                    |                    |                    |  |  |  |  |  |  |  |  |
| エンリケ2世 | エンリケ2世 | エンリケ2世 | エンリケ2世 | エンリケ2世 | エンリケ2世 |             |             | ペドロ1世        | ペドロ1世    | ペドロ1世    | ペドロ1世    | ペドロ1世    | ペドロ1世    |             |             |        |        |                                |                                |                                |                                |                                |                                |                    |                    |                    |                    |                    |                    |  |  |  |  |  |  |  |  |
| フアン1世   | フアン1世   | フアン1世   | フアン1世   | フアン1世   | フアン1世   |             |             | コンスタンサ     | コンスタンサ | コンスタンサ | コンスタンサ | コンスタンサ | コンスタンサ |             |             |        |        |                                |                                |                                |                                |                                |                                |                    |                    |                    |                    |                    |                    |  |  |  |  |  |  |  |  |
| フアン1世   | フアン1世   | フアン1世   | フアン1世   | フアン1世   | フアン1世   |             |             | コンスタンサ     | コンスタンサ | コンスタンサ | コンスタンサ | コンスタンサ | コンスタンサ |             |             |        |        |                                |                                |                                |                                |                                |                                |                    |                    |                    |                    |                    |                    |  |  |  |  |  |  |  |  |
|             |             |             |             |             |             |             |             |                  |              |              |              |              |              |             |             |        |        |                                |                                |                                |                                |                                |                                |                    |                    |                    |                    |                    |                    |  |  |  |  |  |  |  |  |
| エンリケ3世 | エンリケ3世 | エンリケ3世 | エンリケ3世 | エンリケ3世 | エンリケ3世 |             |             | カタリナ         | カタリナ     | カタリナ     | カタリナ     | カタリナ     | カタリナ     |             |             |        |        | （アラゴン王） フェルナンド1世 | （アラゴン王） フェルナンド1世 | （アラゴン王） フェルナンド1世 | （アラゴン王） フェルナンド1世 | （アラゴン王） フェルナンド1世 | （アラゴン王） フェルナンド1世 |                    |                    |                    |                    |                    |                    |  |  |  |  |  |  |  |  |
| エンリケ3世 | エンリケ3世 | エンリケ3世 | エンリケ3世 | エンリケ3世 | エンリケ3世 |             |             | カタリナ         | カタリナ     | カタリナ     | カタリナ     | カタリナ     | カタリナ     |             |             |        |        | （アラゴン王） フェルナンド1世 | （アラゴン王） フェルナンド1世 | （アラゴン王） フェルナンド1世 | （アラゴン王） フェルナンド1世 | （アラゴン王） フェルナンド1世 | （アラゴン王） フェルナンド1世 |                    |                    |                    |                    |                    |                    |  |  |  |  |  |  |  |  |
|             |             |             |             |             |             |             |             |                  |              |              |              |              |              |             |             |        |        |                                |                                |                                |                                |                                |                                |                    |                    |                    |                    |                    |                    |  |  |  |  |  |  |  |  |
|             |             |             |             | フアン2世   | フアン2世   | フアン2世   | フアン2世   | フアン2世        | フアン2世    |              |              |              |              |             |             |        |        | （アラゴン王） フアン2世       | （アラゴン王） フアン2世       | （アラゴン王） フアン2世       | （アラゴン王） フアン2世       | （アラゴン王） フアン2世       | （アラゴン王） フアン2世       |                    |                    |                    |                    |                    |                    |  |  |  |  |  |  |  |  |
|             |             |             |             | フアン2世   | フアン2世   | フアン2世   | フアン2世   | フアン2世        | フアン2世    |              |              |              |              |             |             |        |        | （アラゴン王） フアン2世       | （アラゴン王） フアン2世       | （アラゴン王） フアン2世       | （アラゴン王） フアン2世       | （アラゴン王） フアン2世       | （アラゴン王） フアン2世       |                    |                    |                    |                    |                    |                    |  |  |  |  |  |  |  |  |
|             |             |             |             |             |             |             |             |                  |              |              |              |              |              |             |             |        |        |                                |                                |                                |                                |                                |                                |                    |                    |                    |                    |                    |                    |  |  |  |  |  |  |  |  |
|             |             |             |             | エンリケ4世 | エンリケ4世 | エンリケ4世 | エンリケ4世 | エンリケ4世      | エンリケ4世  | イサベル1世  | イサベル1世  | イサベル1世  | イサベル1世  | イサベル1世 | イサベル1世 |        |        | フェルナンド5世                | フェルナンド5世                | フェルナンド5世                | フェルナンド5世                | フェルナンド5世                | フェルナンド5世                | （ハプスブルク家） | （ハプスブルク家） | （ハプスブルク家） | （ハプスブルク家） | （ハプスブルク家） | （ハプスブルク家） |  |  |  |  |  |  |  |  |
|             |             |             |             | エンリケ4世 | エンリケ4世 | エンリケ4世 | エンリケ4世 | エンリケ4世      | エンリケ4世  | イサベル1世  | イサベル1世  | イサベル1世  | イサベル1世  | イサベル1世 | イサベル1世 |        |        | フェルナンド5世                | フェルナンド5世                | フェルナンド5世                | フェルナンド5世                | フェルナンド5世                | フェルナンド5世                | （ハプスブルク家） | （ハプスブルク家） | （ハプスブルク家） | （ハプスブルク家） | （ハプスブルク家） | （ハプスブルク家） |  |  |  |  |  |  |  |  |
|             |             |             |             |             |             |             |             |                  |              |              |              |              |              |             |             |        |        |                                |                                |                                |                                |                                |                                |                    |                    |                    |                    |                    |                    |  |  |  |  |  |  |  |  |
|             |             |             |             | フアナ      | フアナ      | フアナ      | フアナ      | フアナ           | フアナ       |              |              |              |              | フアナ      | フアナ      | フアナ | フアナ | フアナ                         | フアナ                         |                                |                                |                                |                                | フェリペ1世        | フェリペ1世        | フェリペ1世        | フェリペ1世        | フェリペ1世        | フェリペ1世        |  |  |  |  |  |  |  |  |
|             |             |             |             | フアナ      | フアナ      | フアナ      | フアナ      | フアナ           | フアナ       |              |              |              |              | フアナ      | フアナ      | フアナ | フアナ | フアナ                         | フアナ                         |                                |                                |                                |                                | フェリペ1世        | フェリペ1世        | フェリペ1世        | フェリペ1世        | フェリペ1世        | フェリペ1世        |  |  |  |  |  |  |  |  |
|             |             |             |             |             |             |             |             |                  |              |              |              |              |              |             |             |        |        |                                |                                |                                |                                |                                |                                |                    |                    |                    |                    |                    |                    |  |  |  |  |  |  |  |  |
|             |             |             |             |             |             |             |             |                  |              |              |              |              |              |             |             |        |        | （アブスブルゴ朝）             |                                |                                |                                |                                |                                |                    |                    |                    |                    |                    |                    |  |  |  |  |  |  |  |  |

## 関連作品
史伝
- カスティーリャ王ドン・ペドロ一世伝 - プロスペル・メリメ著
  - プロスペル・メリメ 著、江口清 訳『カスティーリャ王ドン・ペドロ一世伝』 4巻、河出書房新社〈メリメ全集〉、1977年7月。ISBN 978-4309600949。

演劇
- カスティーリャ王ドン・ペドロ（英語版） - ヴォルテールによる演劇作品。1775年初演。

漫画
- アルカサル-王城- - 日本の漫画作品。青池保子作。